# Kenesaw Mountain Landis
Pour les articles homonymes, voir Landis.
Kenesaw Mountain Landis, né le 20 novembre 1866 à Millville (Ohio) et mort le 25 novembre 1944 à Chicago (Illinois), est un juriste américain qui est juge fédéral de 1905 à 1922 puis commissaire des ligues majeures de baseball de 1920 à 1944.

## Carrière juridique
Nommé juge fédéral en 1905 dans l'Illinois par le président Theodore Roosevelt, Kenesaw Mountain Landis traite plusieurs affaires importantes. Il condamne ainsi en 1907 la Standard Oil au nom de la loi antitrust, à une amende record de 29 millions de dollars. En 1919, il préside le procès d'une centaine de syndicalistes accusés d'avoir contourné la mobilisation en 1917. Il est également à l'origine de l'exclusion des rings du champion du monde noir de boxe Jack Johnson sous l'accusation d'avoir franchi une frontière d'État avec une femme blanche...
Nommé en 1920 au poste de commissaire du baseball, il renonce à sa charge de juge fédéral en 1922 à la suite d'une campagne de plusieurs élus américains l'accusant de conflit d'intérêts entre ces deux postes.

## Commissaire du baseball
À la suite du scandale des Black Sox qui ébranle le baseball en 1919, Kenesaw Mountain Landis est contacté par les propriétaires des franchises de ligues majeures afin de prendre le titre de « commissaire du baseball » afin de redonner de la crédibilité à ce sport. Landis exige les pleins pouvoirs, et les propriétaires acceptent. De 1920 à sa mort en 1944, il est un inflexible commissaire. Sa première décision est la radiation à vie des huit joueurs impliqués dans le scandale des Black Sox, même si les joueurs ont été acquittés par la justice. 
Kenesaw Landis reste également inflexible sur la ségrégation et empêche toute évolution à ce niveau. Les joueurs noirs restent à l'écart des ligues majeures jusqu'en 1947, soit trois ans après son décès.
Il est introduit au Temple de la renommée du baseball dès 1944.